# Episodi di The Midnight Gospel
La prima stagione della serie animata The Midnight Gospel, composta da 8 episodi, è stata interamente pubblicata dal servizio di video on demand Netflix il 20 aprile 2020.
| n° | Titolo originale       | Titolo italiano             | Pubblicazione Italia | Pubblicazione Usa |
| -- | ---------------------- | --------------------------- | -------------------- | ----------------- |
| 1  | Taste of the King      | Il gusto del re             | 20 aprile 2020       | 20 aprile 2020    |
| 2  | Officers and Wolves    | Agenti e lupi               | 20 aprile 2020       | 20 aprile 2020    |
| 3  | Hunters Without a Home | Cacciatori senza dimora     | 20 aprile 2020       | 20 aprile 2020    |
| 4  | Blinded by My End      | Accecati dalla mia fine     | 20 aprile 2020       | 20 aprile 2020    |
| 5  | Annihilation of Joy    | L'annientamento della gioia | 20 aprile 2020       | 20 aprile 2020    |
| 6  | Vulture with Honor     | Avvoltoio con onore         | 20 aprile 2020       | 20 aprile 2020    |
| 7  | Turtles of the Eclipse | Le tartarughe dell'eclissi  | 20 aprile 2020       | 20 aprile 2020    |
| 8  | Mouse of Silver        | Topo d’argento              | 20 aprile 2020       | 20 aprile 2020    |